# Slackia equolifaciens
Slackia equolifaciens es una bacteria grampositiva del género Slackia. Fue descrita en el año 2010. Su etimología hace referencia a producción de equol. Es anaerobia estricta e inmóvil. Tiene un tamaño de 0,5 μm de ancho por 0,8-1 μm de largo. Forma colonias de color gris y traslúcidas en agar GAM tras 4 días de incubación. Temperatura de crecimiento óptima de 37 °C. Catalasa negativa. Tiene un genoma de 2,7 Mpb y un contenido de G+C de 60,8%. Se ha aislado de heces de un humano sano en Japón. 